# Автомат Коровина (1946)
Автомат Коровина — стрелковое оружие: опытный автомат, сконструированный С. А. Коровиным для участия в конкурсе 1946 года на автомат под новый промежуточный патрон 7,62 мм. Является одним из первых автоматов с компоновкой булл-пап.
Хотя Коровин предоставил ГАУ проектную документацию и изготовил действующий образец, автомат не был рекомендован к дальнейшему участию в конкурсе по причине технического несовершенства.
По состоянию на 2021 год автомат Коровина находится в фондах Военно-исторического музея артиллерии, инженерных войск и войск связи.